# (37103) 2000 UJ99
2000 UJ99 (asteroide 37103) é um asteroide da cintura principal. Possui uma excentricidade de 0.10296760 e uma inclinação de 6.59675º.
Este asteroide foi descoberto no dia 25 de outubro de 2000 por LINEAR em Socorro.